# Кирхберг им Валд
Кирхберг им Валд (њем. Kirchberg im Wald) општина је у њемачкој савезној држави Баварска. Једно је од 24 општинска средишта округа Реген. Према процјени из 2010. у општини је живјело 4.228 становника. Посједује регионалну шифру (AGS) 9276126.

## Географски и демографски подаци
Кирхберг им Валд се налази у савезној држави Баварска у округу Реген. Општина се налази на надморској висини од 880 метара. Површина општине износи 48,8 km². У самом мјесту је, према процјени из 2010. године, живјело 4.228 становника. Просјечна густина становништва износи 87 становника/km².

## Међународна сарадња
| Мјесто       | Држава  | Врста сарадње | Од    |
| ------------ | ------- | ------------- | ----- |
| Бањоло ди По | Италија | контакт       | 1994. |
| Извор        |         |               |       |